# Comuna Punghina, Mehedinți
Punghina este o comună în județul Mehedinți, Oltenia, România, formată din satele Cearângu, Drincea, Măgurele, Punghina (reședința), Recea și Satu Nou.

## Demografie
Componența etnică a comunei Punghina
     Români (55,94%)
     Romi (21,25%)
     Alte etnii (0,17%)
     Necunoscută (22,64%)
Componența confesională a comunei Punghina
     Ortodocși (65,81%)
     Penticostali (9,45%)
     Alte religii (1,93%)
     Necunoscută (22,81%)
Conform recensământului efectuat în 2021, populația comunei Punghina se ridică la 2.381 de locuitori, în scădere față de recensământul anterior din 2011, când fuseseră înregistrați 2.936 de locuitori. Majoritatea locuitorilor sunt români (55,94%), cu o minoritate de romi (21,25%), iar pentru 22,64% nu se cunoaște apartenența etnică. Din punct de vedere confesional, majoritatea locuitorilor sunt ortodocși (65,81%), cu o minoritate de penticostali (9,45%), iar pentru 22,81% nu se cunoaște apartenența confesională.

## Politică și administrație
Comuna Punghina este administrată de un primar și un consiliu local compus din 13 consilieri. Primarul, Costel Gelu Drinceanu[*], de la Partidul Social Democrat, este în funcție din 2000. Începând cu alegerile locale din 2024, consiliul local are următoarea componență pe partide politice:
|  | Partid                   | Consilieri | Componența Consiliului | Componența Consiliului | Componența Consiliului | Componența Consiliului | Componența Consiliului | Componența Consiliului | Componența Consiliului | Componența Consiliului | Componența Consiliului | Componența Consiliului | Componența Consiliului | Componența Consiliului | Componența Consiliului |
|  | ------------------------ | ---------- | ---------------------- | ---------------------- | ---------------------- | ---------------------- | ---------------------- | ---------------------- | ---------------------- | ---------------------- | ---------------------- | ---------------------- | ---------------------- | ---------------------- | ---------------------- |
|  | Partidul Social Democrat | 13         |                        |                        |                        |                        |                        |                        |                        |                        |                        |                        |                        |                        |                        |